# Báidín Fheilimí
Báidín Fheilimí o anche Báidín Fheidhlimidh (vecchio spelling) è una canzone folk tradizionale Irlandese apparsa originariamente nella Gaeltacht, regione situata nel nord-ovest della Contea Donegal, normalmente insegnata ai bambini. Il testo è in Lingua Irlandese ed è incentrato sulla immortalizzazione di una piccola barca posseduta da un uomo chiamato Feilimí (Phelim).
Alcuni artisti come Na Casaidigh Sinéad O'Connor, Emmet Spiceland. e Angelo Branduardi ne hanno realizzata una propria cover.

## Testo
Il testo, di pubblico dominio, è il seguente:
Báidín Fheilimí is Feilimí ann.

Báidín Fheilimí d'imigh go Gabhla,

Báidín Fheilimí is Feilimí ann.
Chorus
Báidín bídeach, báidín beosach,

Báidín bóidheach, báidín Fheilimí

Báidín díreach, báidín deontach

Báidín Fheilimí is Feilimí ann.
Báidín Fheilimí d'imigh go Toraí,

Báidín Fheilimí is Feilimí ann.

Báidín Fheilimí d'imigh go Toraí,

Báidín Fheilimí is Feilimí ann.
Chorus
Báidín Fheilimí briseadh i dToraí,

Báidín Fheilimí is Feilimí ann.

Báidín Fheilimí briseadh i dToraí,

Báidín Fheilimí is Feilimí ann.
Chorus
Báidín Fheilimí briseadh i dToraí,

Iasc ar bord agus Feilimí ann.

Báidín Fheilimí briseadh i dToraí,

Éisc ar bord agus Feilimí ann.»
La piccola barca di Feidhlimidh e Feidhlimidh su di essa,

La piccola barca di Feidhlimidh è andata a Gola,

La piccola barca di Feidhlimidh e Feidhlimidh su di essa.
Ritornello
Una minuscola piccola barca, una vivace piccola barca,

Una Piccola barca in grado di galleggiare, la piccola barca di Feidhlimidh,

Una normale piccola barca, una disponibile piccola barca,

La piccola barca di Feidhlimidh e Feidhlimidh su di essa.
La piccola barca di Feidhlimidh è andata a Tory,

La piccola barca di Feidhlimidh e Feidhlimidh su di essa,

La piccola barca di Feidhlimidh è andata a Tory,

La piccola barca di Feidhlimidh e Feidhlimidh su di essa.
Ritornello
la piccola barca di Feidhlimidh si è scontrata su Tory,

La piccola barca di Feidhlimidh e Feidhlimidh su di essa.

la piccola barca di Feidhlimidh si è scontrata su Tory,

La piccola barca di Feidhlimidh e Feidhlimidh su di essa.
Ritornello
la piccola barca di Feidhlimidh si è scontrata su Tory,

Pesci a bordo e Feidhlim con loro,

la piccola barca di Feidhlimidh si è scontrata su Tory,

Pesci a bordo e Feidhlim con loro.»
(Báidín Fheilimí)